# Kortejärvi (sjö i Haapajärvi, Norra Österbotten, Finland)
Kortejärvi eller Kortesjärvi är en sjö i Finland. Den ligger i kommunen Haapajärvi i landskapet Norra Österbotten, i den centrala delen av landet, 400 km norr om huvudstaden Helsingfors. Kortejärvi ligger 80,2 meter över havet. Arean är 93,8 hektar och strandlinjen är 12,39 kilometer lång. Sjön  ingår i Kalajoki älvs huvudavrinningsområde.   Den nedströms sjön Haapajärvi. I omgivningarna runt Kortejärvi växer i huvudsak blandskog.